# Котос
Котос — река в России, протекает в Чердынском и Косинском районах Пермского края. Устье реки находится в 30 км по правому берегу реки Булач. Длина реки составляет 11 км.
Исток реки находится в лесах в 14 км к юго-востоку от посёлка Светлица (центр Светличанского сельского поселения). Река течёт на юг, практически на всём протяжении преодолевает обширное болото Сосновое.

## Данные водного реестра
По данным государственного водного реестра России относится к Камскому бассейновому округу, водохозяйственный участок реки — Кама от истока до водомерного поста у села Бондюг, речной подбассейн реки — бассейны притоков Камы до впадения Белой. Речной бассейн реки — Кама.
По данным геоинформационной системы водохозяйственного районирования территории РФ, подготовленной Федеральным агентством водных ресурсов:
- Код водного объекта в государственном водном реестре — 10010100112111100003086
- Код по гидрологической изученности (ГИ) — 111100308
- Код бассейна — 10.01.01.001
- Номер тома по ГИ — 11
- Выпуск по ГИ — 1